# Unité urbaine de Saint-Astier
L'unité urbaine de Saint-Astier est une unité urbaine française centrée sur la ville de Saint-Astier, dans le département de la Dordogne.

## Données globales
Dans le zonage réalisé par l'Insee en 1999, l'unité urbaine (l'agglomération) de Saint-Astier est composée de deux communes de la Dordogne, dans l'arrondissement de Périgueux.
En 2010, selon l'Insee, l'unité urbaine de Saint-Astier est composée des deux mêmes communes.
Dans le zonage 2020 de l'Insee, l'unité urbaine reste sur le même périmètre. Elle est incluse dans l'aire d'attraction de Périgueux.

### Composition
La liste ci-dessous, établie par ordre alphabétique, indique les communes appartenant à l'unité urbaine de Saint-Astier, selon la délimitation de 2020, avec leur population municipale, issue du recensement le plus récent :
| Nom          | Code Insee | Statut | Superficie (km2) | Population (dernière pop. légale) | Densité (hab./km2) |
| ------------ | ---------- | ------ | ---------------- | --------------------------------- | ------------------ |
| Montrem      | 24295      |        | 20,15            | 1 203 (2022)                      | 60                 |
| Saint-Astier | 24372      |        | 34,25            | 5 309 (2022)                      | 155                |

## Évolution démographique
L'évolution démographique ci-dessous concerne l'unité urbaine selon le périmètre défini en 2010.
| 1936  | 1954  | 1962  | 1968  | 1975  | 1982  | 1990  | 1999  |
| ----- | ----- | ----- | ----- | ----- | ----- | ----- | ----- |
| 3 784 | 4 764 | 5 114 | 4 822 | 5 006 | 5 398 | 5 825 | 6 147 |

| 2006  | 2011  | 2016  | 2022  | - | - | - | - |
| ----- | ----- | ----- | ----- | - | - | - | - |
| 6 506 | 6 719 | 6 844 | 6 512 | - | - | - | - |

Histogramme

(élaboration graphique par Wikipédia)